# Siljan (Norvegia)
Siljan è un comune norvegese della contea di Telemark.

## Storia

### Simboli
Lo stemma di Siljan è stato approvato con delibera del consiglio comunale del 20 ottobre 1988.